# Carcelia persimilis
Carcelia persimilis là một loài ruồi trong họ Tachinidae.